# Junior Alcántara
Junior Alcántara Reyes (Higüey, 2 de outubro de 2004) é um pugilista dominicano.

## Carreira
Foi medalhista de ouro nos Jogos Desportivos Escolares da República Dominicana, onde foi descoberto para a seleção nacional. No Campeonato Mundial Juvenil da IBA, ele venceu por 4 a 1 o ucraniano Vladyslav Kondratiuk, mas perdeu por 1 a 4 para o australiano Jye Dixon. Participou do Campeonato Mundial da IBA, derrotando por 5 a 0 o queniano Abednego Kyalo, antes de perder por 0 a 5 para o japonês Kazuma Aratake nas oitavas de final da categoria peso mosca. Alcántara perdeu por 0 a 5 para o colombiano Yuberjen Martínez, para ganhar a medalha de prata nos Jogos Centro-Americanos e do Caribe. Deu ao seu país natal uma medalha de ouro na competição de boxe dos Jogos Pan-Americanos de 2023 na categoria 51 kg tornando-se o quarto medalhista de ouro no boxe pela República Dominicana.
Nos Jogos Olímpicos de Verão de 2024, em Paris, conquistou a medalha de bronze na disputa de peso mosca.